# كريس ويبر (موسيقي)
كريس ويبر (بالإنجليزية: Chris Weber)‏ هو موسيقي وعازف قيثارة أمريكي، ولد في 16 أكتوبر 1966 في لوس أنجلوس في الولايات المتحدة.

## وصلات خارجية
- كريس ويبر على موقع ميوزك برينز (الإنجليزية)
- كريس ويبر على موقع ديسكوغز (الإنجليزية)